# راتشت أند كلانك: إنتو ذا نكسيوس
راتشت أند كلانك (بالإنجليزية: Ratchet & Clank: Into the Nexus)‏ ، هي لعبة فيديو إلكترونية من نوع منصات ، أنتجت سنة 2013م ونشرها شركة سوني كمبيوتر إنترتينمنت ، وتعمل أنظمة التشغيل الحصرية لنظام بلاي ستيشن 3.